# Nederduitse Gereformeerde Kerk
Nederduitse Gereformeerde Kerk (w jęz. ang. Dutch Reformed Church, skrót: NGK, Holenderski Kościół Reformowany) – najstarszy i największy kościół kalwiński w Republice Południowej Afryki zrzeszający większość narodu Afrykanerów. 
Kościół obecny jest również w Namibii, Eswatini, a także  w Botswanie oraz w Zimbabwe. Wykształcił się z Holenderskiego Kościoła Reformowanego. Razem z Nederduitsch Hervormde Kerk oraz Gereformeerde Kerk zaliczany do tzw. trzech kościołów siostrzanych w Południowej Afryce. Kościół liczy 1,1 mln wiernych zrzeszonych w 1162 kongregacjach obsługiwanych przez 1626 ordynowanych ministrów (pastorów). 